# 列日涅沃 (伊万诺沃州)
列日涅沃（羅馬化：Lezhnevo）是俄罗斯伊万诺沃州的市级镇、列日涅沃区行政中心，位于伏尔加河流域内乌沃季河支流乌赫托赫马河（Ухтохма）畔，在州府伊万诺沃南偏西方。
该镇是俄罗斯历史名城之一。2021年人口有7,546人；2010年人口8,034；2002年人口8,314；1989年人口8,748。